# Mess Is Mine
Mess Is Mine è un singolo del cantautore australiano Vance Joy, pubblicato il 9 luglio 2014 come terzo estratto dal primo album in studio Dream Your Life Away.

## Video musicale
Il video musicale, diretto da Luci Schroder, è stato reso disponibile il 10 luglio 2014.

## Tracce
Testi e musiche di Vance Joy.
1. Mess Is Mine – 3:43

## Formazione
Musicisti
- Vance Joy – voce, chitarra acustica, chitarra elettrica
- Edwin White – batteria, percussioni, violoncello, corde, arrangiamento del basso
- Ryan Hadlock – percussioni
- Kimo Muraki – cori, corno
- Lauren Jacobson – violino
- Adam Trachsel – basso elettrico

Produzione
- Ryan Hadlock – produzione, ingegneria del suono
- Vance Joy – produzione aggiuntiva
- Edwin White – produzione aggiuntiva
- Jerry Streeter – ingegneria del suono
- John O'Mahony – missaggio
- Greg Calbi – mastering

## Classifiche
| Classifica (2014-15) | Posizione massima |
| -------------------- | ----------------- |
| Australia            | 33                |
| Irlanda              | 91                |
| Svezia               | 95                |